# Corquoy (Corquoy)
Corquoy ist eine Ortschaft und eine ehemalige französische Gemeinde mit zuletzt 200 Einwohnern (Stand 2016) im Département Cher in der Region Centre-Val de Loire. Sie gehörte zum Arrondissement Saint-Amand-Montrond und zum Kanton Trouy.
Mit Wirkung vom 1. Januar 2019 wurden die früheren Gemeinden Corquoy und Sainte-Lunaise zur namensgleichen Commune nouvelle Corquoy zusammengeschlossen. Den ehemaligen Gemeinden wurde in der neuen Gemeinde der Status einer Commune déléguée nicht zuerkannt. Der Verwaltungssitz befindet sich im Ort Corquoy.

## Lage
Nachbarorte sind Lapan im Norden, Sainte-Lunaise im Nordosten, Châteauneuf-sur-Cher im Südosten, Venesmes im Süden, Primelles im Westen und Lunery im Nordwesten.

## Bevölkerungsentwicklung
| Jahr      | 1962 | 1968 | 1975 | 1982 | 1990 | 1999 | 2008 | 2015 |
| --------- | ---- | ---- | ---- | ---- | ---- | ---- | ---- | ---- |
| Einwohner | 272  | 250  | 222  | 216  | 236  | 207  | 238  | 205  |

## Sehenswürdigkeiten
- Kirche Saint-Martin, seit dem 12. Juni 1926 ein Monument historique
- Abtei Grandmont auf Französisch Prieure de Grandmont, seit dem 19. Februar 1926 ein Monument historique

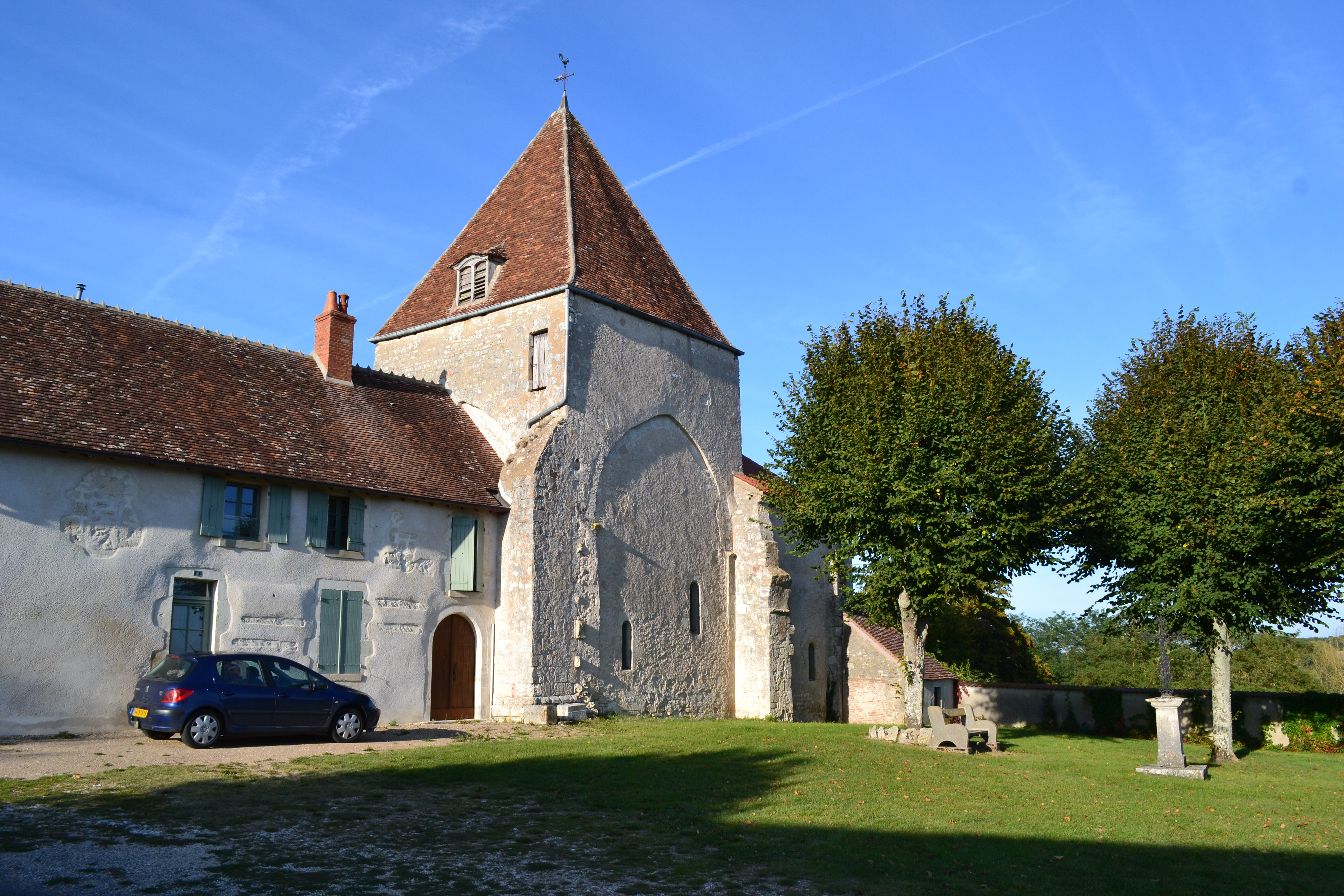
Kirche Saint-Martin
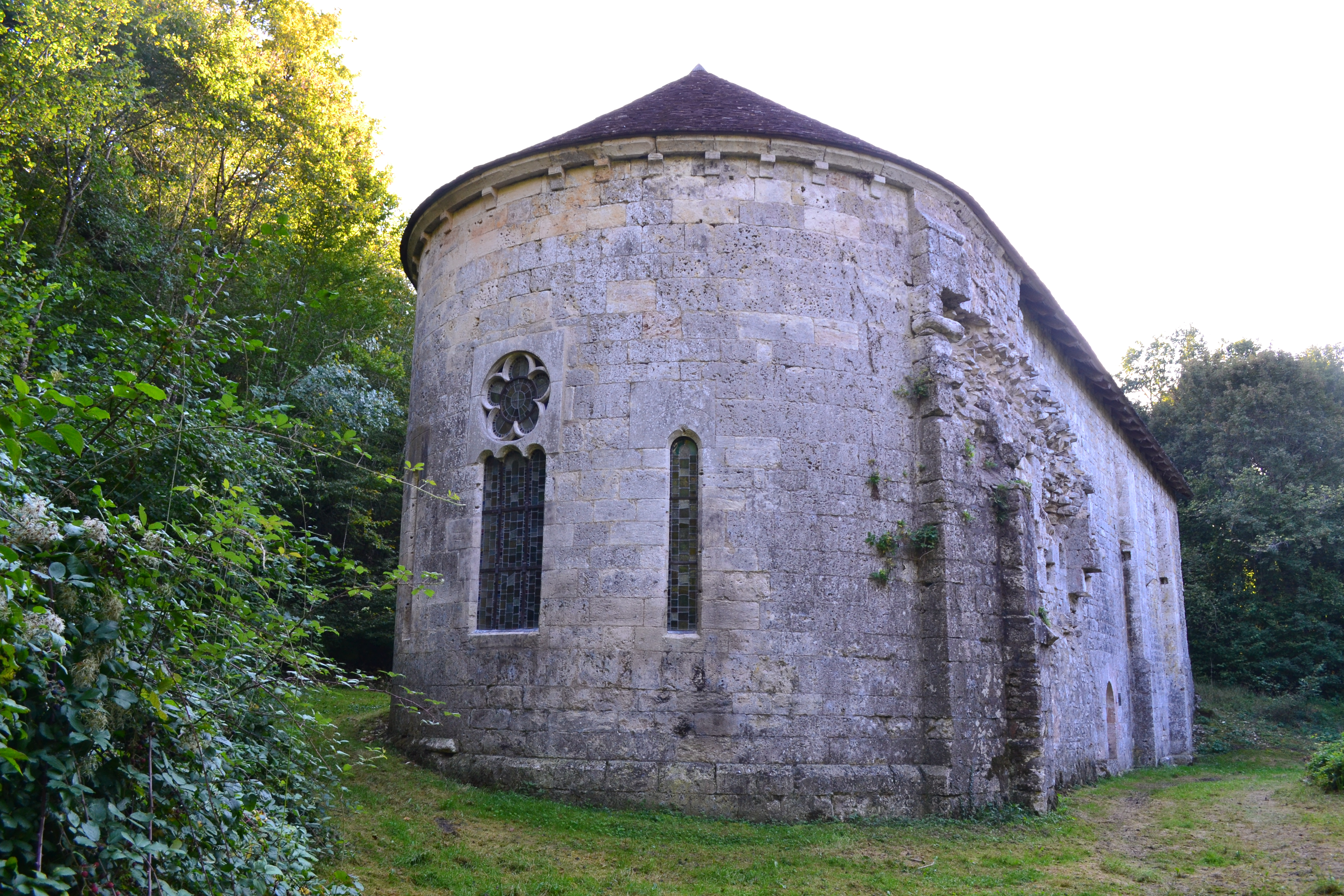
Priorat Grandmont